# 龙吉兆
龙吉兆，明朝末年清朝初年贵州承宣布政使司马乃营古屯堡（今贵州省兴仁县北）人。
马乃古屯堡位于兴仁县北放马坪山顶草原北段，永曆十四年（清世祖顺治十七年，1660年）四月，马乃营土司龙吉兆联合鼠场、楼下营土司龙吉佐、龙吉祥抗清，操练数千兵士，先后占领兴仁县城、巴铃、回龙、计屯及贞丰龙场等地，派人与李定国联系一起抗清。顺治帝令云贵总督赵廷臣、贵州巡抚卞三元亲自率兵征剿，平西王吴三桂遣总兵马宝、赵良栋助剿。康熙三年（1664年），吴三桂大军压境，迫使水西土司安坤联合马乃土司龙吉兆、乌撒土司安重圣起兵反抗。吴三桂亲统云南十镇兵由毕节七星关入，又令总兵刘之福、贵州提督李本深率黔军进攻。龙吉兆誓死守七十余日，清兵用火将兵营烧毁，龙吉兆、龙吉佐、龙吉祥被俘，槛送昆明。吴三桂问他们为什么造反，两人回答：『我受国恩三百年，仗义而死，何为反』！吴三桂又问：『独不畏死耶』？他们回答：『我两人以忠义死，不愈於尔不忠、不孝而生乎』？同声大骂。吴三桂怒，割掉他们的舌头杀了他们。龙氏后裔被剥夺土司世职。